# 726 (szám)
A 726 (római számmal: DCCXXVI) egy természetes szám.

## A szám a matematikában
A tízes számrendszerbeli 726-os a kettes számrendszerben 1011010110, a nyolcas számrendszerben 1326, a tizenhatos számrendszerben 2D6 alakban írható fel.
A 726 páros szám, összetett szám. 
Kanonikus alakban a 21 · 31 · 112 szorzattal, normálalakban a 7,26 · 102 szorzattal írható fel. Tizenkét osztója van a természetes számok halmazán, ezek növekvő sorrendben: 1, 2, 3, 6, 11, 22, 33, 66, 121, 242, 363 és 726.
Tizenötszögszám. Ötszögalapú piramisszám.
Érinthetetlen szám: nem áll elő pozitív egész számok valódiosztóösszeg-függvényeként.